# 岩手県道153号侍浜停車場阿子木線
岩手県道153号侍浜停車場阿子木線（いわてけんどう153ごう さむらいはまていしゃじょうあこぎせん）は、岩手県久慈市と九戸郡洋野町を結ぶ一般県道である。

## 概要
JR八戸線 侍浜駅と洋野町大野地区を結ぶ。

### 路線データ
- 起点：侍浜停車場（侍浜駅）
- 終点：九戸郡洋野町阿子木字長代（国道395号交点）

## 歴史
- 2006年（平成18年）1月1日 - 路線名を侍浜停車場二ツ屋線から侍浜停車場阿子木線に変更する[1]。

## 路線状況

### 重複区間
- 岩手県道149号侍浜停車場線（起点 - 久慈市侍浜町字堀切）

## 地理

### 通過する自治体
- 久慈市
- 九戸郡洋野町

### 交差する道路
- 岩手県道149号侍浜停車場線（久慈市侍浜町字堀切）
- 国道395号（終点）

### 沿線の施設など
- JR八戸線 侍浜駅